# Шулеры (картина)
«Шулеры» (итал. I bari) — картина итальянского художника Микеланджело Меризи да Караваджо, написанная около 1594 года. Оригинал с 1987 года хранится в Художественном музее Кимбелла (Форт-Уэрт, Техас, США), хотя художник мог написать и другие версии картины.

## История
Работа является важной вехой в творческой биографии Караваджо. Он написал её в начале своей независимой карьеры, вскоре после ухода из мастерской Джузеппе Чезари в январе 1594 года, где занимался рисованием «цветов и фруктов», оформляя детали картин, массово выпускавшихся мастерской. Караваджо начал продавать свои работы через торговца Константино при содействии Просперо Орси — известного художника, создававшего гротески в стиле маньеризма, который ввёл Караваджо в свою обширную сеть коллекционеров и покровителей.

## Композиция
На картине изображён наивный юноша в дорогих одеждах, играющий в карты с шулером, у которого видны спрятанные за поясом дополнительные карты. Зловещий ассистент шулера подглядывает в карты игрока и посылает сообщнику соответствующие сигналы. Кинжал на поясе шулера намекает, что игра вряд ли кончится для жертвы благополучным исходом.

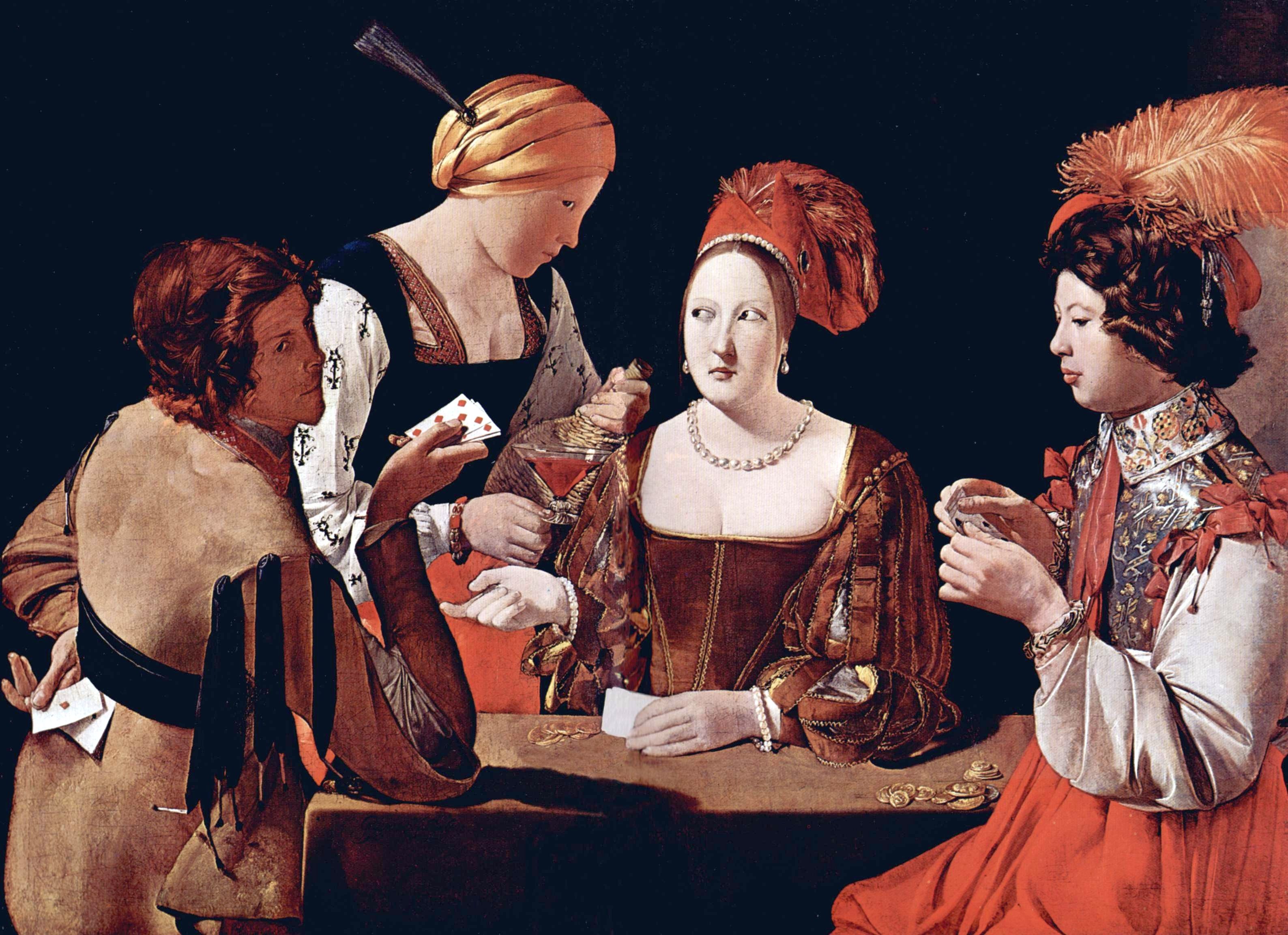
Жорж де Латур. Шулер с бубновым тузом. Ок. 1630. Лувр

Это вторая жанровая картина Караваджо, написанная им после «Гадалки», значительно расширившая репутацию художника, в то время небольшую. Реалистичные сюжеты «Гадалки» и «Шулеров» из уличной жизни внесли свежую струю в тогдашний мир живописи и привлекли внимание к высокому мастерству начинающего художника, проявившемуся в изображении мелких деталей, таких как перчатки с отверстиями для пальцев у пожилого шулера и напряжённый взгляд юного. Картина наполнена чрезвычайным психологизмом, связывающим трёх персонажей в единое целое, хотя каждый из них исполняет свою роль в разыгрывающейся драме.
«Шулеры» Караваджо, явившие собой смесь жестокого реализма и венецианской изящности, имели большой успех, чему немало поспособствовал Орси, провозгласивший появление нового стиля и всячески поднимавший репутацию Караваджо. Сохранилось свыше 50 копий и вариантов картины, сделанных другими художниками, включая Жоржа де Латура, выполнившего собственную обработку темы.

## Провенанс
Караваджо продал свою картину известному коллекционеру кардиналу Франческо Дель Монте, ставшему первым покровителем молодого художника и предоставившего ему жильё в своём палаццо Мадама. От Дель Монте картина перешла в коллекцию кардинала Антонио Барберини, племянника Папы Урбана VIII (чей портрет Караваджо напишет в 1598 году). Следующими владельцами «Шулеров» стало семейство Колонна-Шарра. К концу XIX века следы картины теряются, пока её не обнаруживают в собрании одной из частных коллекций в Цюрихе в 1987 году. Картина была приобретена Художественным музеем Кимбелла, расположенным в городе Форт-Уэрт, штат Техас, США, где и хранится по сей день.
В 2006 году британский искусствовед Денис Маон приобрёл на аукционе «Сотбис» копию «Шулеров». Она была выставлена на продажу как копия оригинала, выполненная неизвестным художником, однако Маон объявил, что реплика принадлежит кисти самого Караваджо. Его аргументация основывалась на наличии пентименто в детали лица одного из шулеров, частично закрытого шляпой, что навряд ли могло быть выполнено копиистом. Сам Караваджо неоднократно писал по две копии своих картин, как это известно в случае с «Мальчиком, укушенным ящерицей», «Гадалкой» и «Лютнистом». Атрибуция картины за Караваджо была общепризнана, однако с 2014 года вновь становится предметом дискуссий и судебного разбирательства. Сэр Денис Маон умер в 2011 году, и картина временно была выставлена в лондонском музее Ордена Святого Иоанна, будучи застрахованной на 10 миллионов фунтов стерлингов. 16 января 2015 года Высокий суд Лондона вынес решение в пользу «Сотбис», объявив, что согласно экспертной оценке картина скорее всего принадлежит кисти другого художника, вследствие чего истец выплатил «Сотбис» 1,8 миллиона фунтов стерлингов за судебные издержки.